# Nesta Effe
Nesta Effe, född 2007 är en italiensk varmblodig travhäst. Han tränades under större delen av karriären av Holger Ehlert och kördes av Roberto Vecchione.
Nesta Effe tävlade mellan åren 2009 och 2015, och sprang under tävlingskarriären in 789 405 euro på 63 starter, varav 22 segrar, 9 andraplatser och 1 tredjeplats. Han tog karriärens största segrar i Gran Premio Orsi Mangelli (2010), Gran Premio Continentale (2011), Europeiskt femåringschampionat (2012) och Seinäjoki Race (2013). Han har även kommit på andra plats i Oslo Grand Prix (2013) och på tredje plats i Gran Premio Gaetano Turilli (2011).

## Karriär

### Tiden som unghäst
Nesta Effe gjorde tävlingsdebut i oktober 2009 och gjorde totalt 4 starter, varav 2 segrar under sin debutsäsong. Som treåring gjorde han 20 starter, och segrade i 9 av de. Han segrade då bland annat i treåringsloppet Gran Premio Orsi Mangelli. Som fyraåring gjorde han 9 starter, och tog 4 segrar, bland annat i Gran Premio Continentale. Han deltog även i Fyraåringseliten, där han kom på sjunde plats bakom segrande Orecchietti.

### Tiden i världseliten
Som femåring visaste Nesta Effe att han hörde till kulltoppen, då han bland annat segrade i Europeiskt femåringschampionat på Ippodromo Vinovo. Femåringssäsongen följdes upp av en internationell sejour som sexåring, då han bland annat segrade i finska storloppet Seinäjoki Race, och var tvåa i norska storloppet Oslo Grand Prix. Nesta Effe blev även inbjuden att delta i 2013 års upplaga av Elitloppet på Solvalla. Ekipaget segrade i sitt kvalheat, och slog då hästar som Raja Mirchi och Timoko. I finalheatet samma dag slutade ekipaget näst sist.
Nesta Effe startade som nybliven sjuåring i världens tuffaste travlopp, Prix d'Amérique 2014. I loppet slutade han oplacerad, medan loppet vanns av svenske Maharajah och Örjan Kihlström. Han gjorde sin sista start i karriären den 3 maj 2015, i Gran Premio Lotteria. Han segrade i sitt kvalheat, men i finalheatet kom han på femte plats bakom segrande Vincennes.